# Quiché (tỉnh)
El Quiché là một tỉnh của Guatemala, giáp biên giới với bang Chiapas của México.
Tỉnh El Quiché là địa bàn sinh sống của dân Quiché, phía tây bắc là Thành phố Guatemala. Tỉnh lỵ là Santa Cruz del Quiché.

## Thông tin nhân khẩu
El Quiché trước đây từng là một trong những tỉnh đông dân nhất tại Guatemala. Dân số của tỉnh là 655.110 người  chủ yếu có hậu duệ Mayan.
Phần lớn dân bản địa nói K'iche', các ngôn ngữ Maya được sử dụng ở đây gồm Ixil (khu vực Nebaj - Chajul - Cotzal), Uspantek (khu vực Uspantán), Sakapultek (khu vực Sacapulas), cũng như Poqomchi’ vàk'ekchi ở khu vực đông bắc giáp với tỉnh Alta Verapaz.

## Các đô thị
1. Canillá
2. Chajul
3. Chicaman
4. Chiché
5. Chichicastenango
6. Chinique
7. Cunén
8. Joyabaj
9. Nebaj
10. Sacapulas
11. Patzité
12. Pachalúm
13. Playa Grande Ixcán
14. San Andrés Sajcabajá
15. San Antonio Ilotenango
16. San Bartolomé Jocotenango
17. San Juan Cotzal
18. San Pedro Jocopilas
19. Santa Cruz del Quiché
20. Uspantán
21. Zacualpa